# سينالي ديوماندي
سينالي ديوماندي (بالفرنسية: Sinaly Diomande) (مواليد 9 أبريل 2001) هو لاعب كرة قدم من ساحل العاج يلعب كمدافع في نادي أولمبيك ليون.

## روابط خارجية
- سينالي ديوماندي على موقع الاتحاد الأوربي (الإنجليزية)
- سينالي ديوماندي على موقع قاعدة بيانات كرة القدم.إي يو (الإنجليزية)
- سينالي ديوماندي على موقع ليكيب (الفرنسية)
- سينالي ديوماندي على موقع ناشيونال فوتبول تيمز (الإنجليزية)
- سينالي ديوماندي على موقع Soccerway.com (الإنجليزية)
- سينالي ديوماندي على موقع عالم كرة القدم.نت (الإنجليزية)
- سينالي ديوماندي على موقع AS.com (الإسبانية)